# Freiheit (Müller-Westernhagen-Lied)
Freiheit ist eine Rockballade des deutschen Rockmusikers Marius Müller-Westernhagen; sie erschien am 25. September 1987 auf seinem elften Studioalbum Westernhagen. Am 18. September 1990, zwei Wochen vor der deutschen Wiedervereinigung, wurde das Lied als Single ausgekoppelt aus dem Livealbum Live. Obwohl das Lied den Verlust von Freiheit beklagt, wurde es zu einer Art Hymne der Befreiung von der DDR-Diktatur.

## Entstehung
Der Text ist von Marius Müller-Westernhagen. Er sagte dazu, er habe am Anfang „nicht den Fall der Mauer oder die Wiedervereinigung im Kopf“ gehabt. Das Stück zeige, „dass künstlerische Produkte ein Eigenleben annehmen können. Wenn es in diesem Fall dazu gedient hat, dass der Song Menschen Kraft und Hoffnung gegeben hat, ist das ein glücklicher Umstand, der mich natürlich sehr freut.“

„Sie glauben gar nicht, für wie viele Wiedervereinigungsfeiern ich angefragt wurde, Freiheit zu singen. Ich habe alles abgesagt. Ich habe den Song auch viele Jahre nicht auf Tourneen gesungen.“

Bei MTV Unplugged 2016 spielte er das Lied allerdings. Vor dem Konzert sagte er, dass er finde, dass der Song „bei der augenblicklichen politischen Weltlage aktuell“ sei.

## Liveversion
Die Aufnahme aus dem Konzert Westernhagens in der Dortmunder Westfalenhalle am 20. Dezember 1989, die wie die Studioversion nur aus Westerhagens Solo-Gesang und Klavierspiel besteht, wird durch lautstarkes Mitsingen des Publikums begleitet.
In der lauter vorgetragenen Strophe heißt es etwa: „Die Kapelle rum–ta–ta / Und der Papst war auch schon da / Und mein Nachbar vorneweg“, jedoch lautet der bedächtiger gesungene Refrain: „Freiheit, Freiheit / Ist die einzige, die fehlt“. Zum Schluss steigert sich Westernhagen: „Alle, die von Freiheit träumen / sollen’s Feiern nicht versäumen …“ – und ruft in der Live-Version: „So wie wir heute Abend hier!“ – „… sollen tanzen, auch auf Gräbern“. Zum Schluss singt nach Aufforderung Westernhagens („So, kommt jetzt!“) das Publikum besonders laut mit: „Freiheit, Freiheit, ist das Einzige, was zählt“.

## Rezeption

### Rezensionen
Der Südwestrundfunk (SWR) bezeichnete das Lied als einen „unkaputtbaren Radioklassiker“, die FAZ nannte ihn auch eine „Hymne“.

### Charts und Chartplatzierungen
| ChartsChartplatzierungen | Höchstplatzierung | Wochen |
| ------------------------ | ----------------- | ------ |
| Deutschland (GfK)        | 24 (27 Wo.)       | 27     |

| ChartsChartplatzierungen | Höchstplatzierung | Wochen |
| ------------------------ | ----------------- | ------ |
| Deutschland (GfK)        | 38 (4 Wo.)        | 4      |

## Coverversionen
2008 nahm der Deutschrapper Curse das Stück neu – zusammen mit Westernhagen – für sein gleichnamiges sechstes Studioalbum auf. Die Strophen wurden hierbei neu von Curse und seinem Koautor Claudio Bucher verfasst, der Refrain blieb unverändert und wird von Westernhagen gesungen, während Curse die Strophen rappt. Bucher zeigte sich zudem für die Produktion verantwortlich. Die Single konnte sich vier Wochen in den deutschen Charts platzieren und erreichte mit Position 38 ihre höchste Chartnotierung. Westernhagen erreichte hiermit zum 23. Mal die deutschen Singlecharts, für Curse wurde Freiheit zum neunten Charterfolg. Das dazugehörige Musikvideo entstand im Berliner Olympiastadion, unter der Regie von Ken Duken. Zudem gibt es Coverversionen von Adoro und Hämatom.